# Bộ Võng (网)
Bộ Võng, bộ thứ 122 có nghĩa là "lưới" là 1 trong 29 bộ có 6 nét trong số 214 bộ thủ Khang Hy.
Trong Từ điển Khang Hy có 163 chữ (trong số hơn 40.000) được tìm thấy chứa bộ này.

## Tự hình Bộ Võng (网)

Giáp cốt văn
Kim văn
Tiểu triện

## Chữ thuộc Bộ Võng (网)
| Số nét bổ sung | Chữ                        |
| -------------- | -------------------------- |
| 0              | 网 罒 罓 ⺳                |
| 3              | 罔 罕 罖 罗                |
| 4              | 罘 罙 罚                   |
| 5              | 罛 罜 罝 罞 罟 罠 罡 罢    |
| 6              | 罣                         |
| 7              | 罤 罥 罦                   |
| 8              | 罧 罨 罩 罪 罫 罬 罭 置 署 |
| 9              | 罯 罰 罱 罳 罴             |
| 10             | 罵 罶 罷 罸                |
| 11             | 罹 罺 罻 罼                |
| 12             | 罽 罾 罿 羀 羁             |
| 13             | 羂                         |
| 14             | 羃 羄 羅 羆                |
| 17             | 羇                         |
| 19             | 羈 羉                      |